# Drayton (Curry Rivel)
Drayton – wieś w Anglii, w hrabstwie Somerset, w dystrykcie (unitary authority) Somerset. Leży 52 km na południe od miasta Bristol i 198 km na zachód od Londynu. W 2002 miejscowość liczyła 391 mieszkańców.